# Б'юкенан (округ, Вірджинія)
Шаблон:StateAbbr_ 37°16′ пн. ш. 82°02′ зх. д. / 37.27° пн. ш. 82.04° зх. д.
Округ Б'юкенан (англ. Buchanan County) — округ (графство) у штаті Вірджинія, США. Ідентифікатор округу 51027.

## Історія
Округ утворений 1858 року.

## Демографія
За даними перепису 2000 року загальне населення округу становило 26978 осіб, усе сільське. Серед мешканців округу чоловіків було 13681, а жінок — 13297. В окрузі було 10464 домогосподарства, 7899 родин, які мешкали в 11887 будинках. Середній розмір родини становив 2,87.
Віковий розподіл населення поданий у таблиці:
| Стать    | До 15 років | 15-21 | 22-29 | 30-39 | 40-49 | 50-65 | 65-85 | Понад 85 |
| -------- | ----------- | ----- | ----- | ----- | ----- | ----- | ----- | -------- |
| Чоловіки | 2310        | 1373  | 1424  | 2240  | 2469  | 2588  | 1182  | 95       |
| Жінки    | 2231        | 1214  | 1239  | 1989  | 2190  | 2619  | 1618  | 197      |

## Суміжні округи
- Мінґо, Західна Вірджинія — північ
- Мак-Дауелл, Західна Вірджинія — схід
- Тейзвелл — південний схід
- Расселл — південь
- Дікенсон — південний захід
- Пайк, Кентуккі — північний захід

## Виноски
1. ↑  U.S. Decennial Census. United States Census Bureau. Архів оригіналу за 26 квітня 2015. Процитовано 1 січня 2014.
2. ↑  Historical Census Browser. University of Virginia Library. Архів оригіналу за 11 серпня 2012. Процитовано 1 січня 2014.
3. ↑  Population of Counties by Decennial Census: 1900 to 1990. United States Census Bureau. Архів оригіналу за 15 грудня 2013. Процитовано 1 січня 2014.
4. ↑  Census 2000 PHC-T-4. Ranking Tables for Counties: 1990 and 2000 (PDF). United States Census Bureau. Архів оригіналу (PDF) за 18 грудня 2014. Процитовано 1 січня 2014.
5. ↑  American FactFinder. U.S. Census Bureau. Архів оригіналу за 14 лютого 2020. Процитовано 19 квітня 2019. [Архівовано 2020-02-14 у Archive.is](англ.) Наведено за англійською вікіпедією.
6. ↑  American FactFinder. Бюро перепису населення США. Архів оригіналу за 26 лютого 2012. Процитовано 31 січня 2008. [Архівовано 2008-05-21 у Wayback Machine.]

| США | Це незавершена стаття з географії США. Ви можете допомогти проєкту, виправивши або дописавши її. |